# Jornal da UFRJ
O Jornal da UFRJ é uma publicação de periodicidade mensal da Universidade Federal do Rio de Janeiro (UFRJ). Vem sendo publicado desde 2004 e aborda assuntos de interesse do público discente, docente e do funcionalismo, além do público externo. É disponibilizado tanto impresso como digital.
É elaborado pela Coordenadoria Geral de Comunicação Social (COORDCOM) da UFRJ. Atualmente tem tiragem de 25 mil exemplares, sendo distribuído pelos vários campi da Universidade.